# Lafayette (paquebot de 1864)
Pour les articles homonymes, voir Lafayette.
Mis en service en 1864, le Lafayette est le premier paquebot de la Compagnie Générale Transatlantique à desservir la ligne de New York avec le Washington.

## Histoire

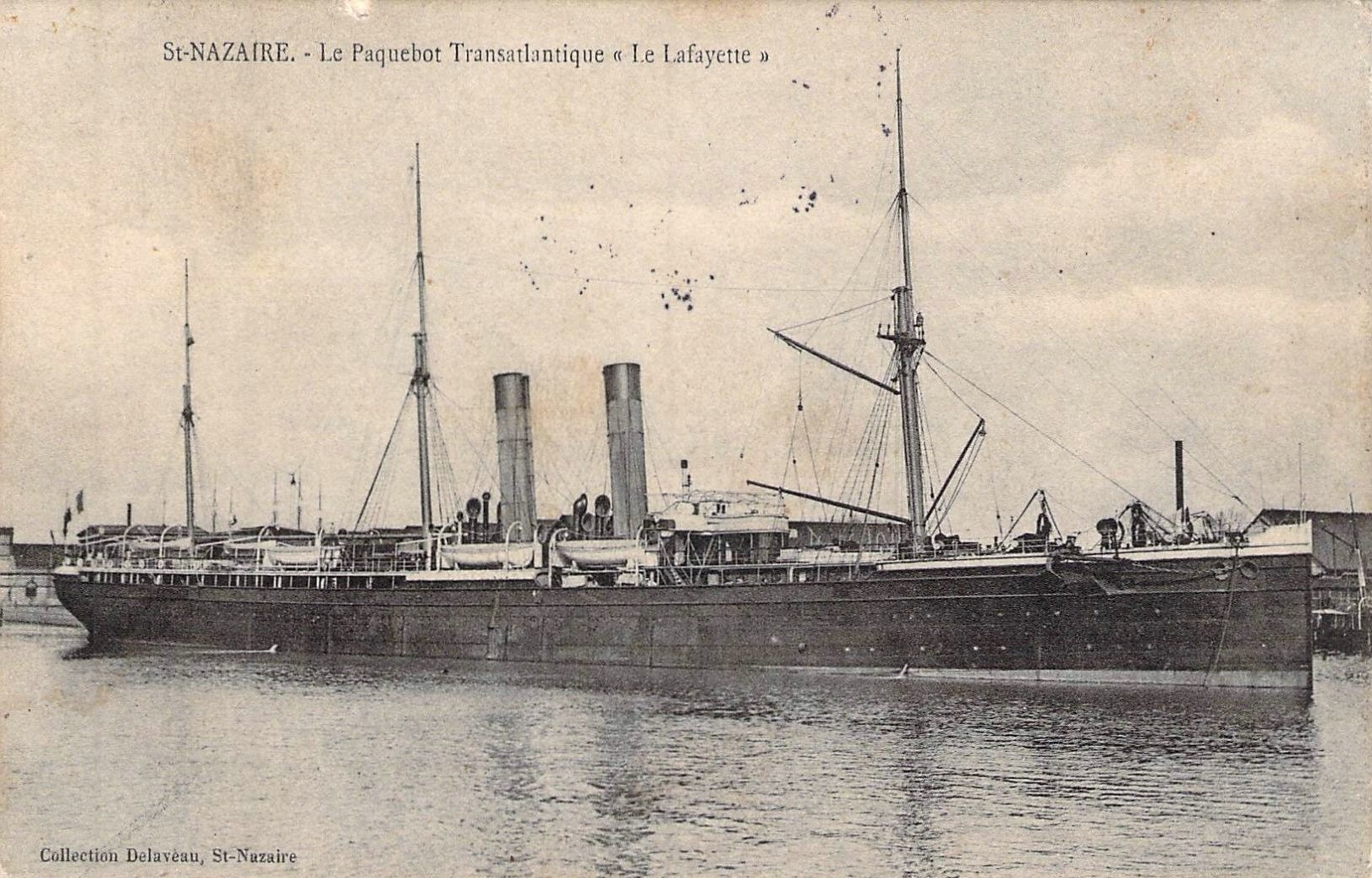
Le Lafayette après transformation.

Ayant pour sister-ships le Washington (mis en service le 15 juin 1864) et l'Europe (mis en service le 3 mai 1865), le Lafayette est un paquebot en fer de 105 m de long propulsé par deux roues à aubes. Commandé en 1862 au chantier de Scott c° de Greenock, il est lancé le 15 octobre 1863 et quitte le Havre pour son voyage inaugural vers New York le 24 août 1864.
Au cours de sa carrière, il va servir sur la ligne de New York puis sur celle des Antilles. 
En effet en 1864, il dessert la ligne transatlantique Nord avec le Washington. La régularité des départs du Havre tous les vingt-huit jours permet la naissance d'un trafic régulier entre la France et les États-Unis. Ce sont les deux premiers navires affectés à la ligne de New York. Leur nom n'a ainsi pas été choisi par hasard, puisque George Washington et le Marquis de Lafayette sont deux personnages-clés de l'indépendance américaine et représentent alors l'amitié entre leurs pays. Deux autres navires de la compagnie porteront ce nom, le SS Lafayette en 1915 et le MS Lafayette en 1930.
Dès l'année suivante, la compagnie lance le France, le Nouveau Monde, l'impératrice Eugénie puis le Panama en 1866, tous construits à Saint Nazaire. En 1866, quatre nouveaux paquebots sont mis en service : le Napoléon III, le Pereire, le Ville de Paris et le Saint Laurent qui sont alors les premiers navires à hélice de la compagnie mais qui conservent une voilure de secours.
En 1868, les roues à aubes du Lafayette sont remplacées par deux hélices plus légères et efficaces. En 1873, il entre aux chantiers de Penhoët pour recevoir des chaudières plus puissantes et plus économes en charbon lui permettant d'atteindre les 14 nœuds tout en réduisant la consommation de charbon de 10 à 15 %.
Il est vendu à la démolition en 1906.